# Cryptopimpla henanensis
Cryptopimpla henanensis là một loài tò vò trong họ Ichneumonidae.